# Hiroki Nishimura
Hiroki Nishimura (西村 大輝 (Nishimura Hiroki?); Tokyo, 20 ottobre 1994) è un dirigente sportivo ed ex ciclista su strada giapponese. Attivo tra gli Elite dal 2013 al 2022, partecipò al Giro d'Italia 2019.

## Carriera
Dopo i buoni risultati tra gli Juniores nel biennio 2011-2012 (due titoli nazionali di categoria e la partecipazione a due Mondiali), debutta tra gli Elite nel 2013 con la formazione Continental Shimano Racing Team.
Nel 2018, dopo alcuni mesi da stagista nella stagione precedente, viene messo sotto contratto dal team professionistico italo-giapponese Nippo-Vini Fantini-Europa Ovini. Con questa squadra nel maggio 2019 partecipa al Giro d'Italia, arrivando però fuori tempo massimo già nella cronometro inaugurale da Bologna al Santuario della Madonna di San Luca, e dovendo quindi subito lasciare la corsa.
Nel 2020, dopo la chiusura della Nippo, torna in patria per correre con il team Utsunomiya Blitzen. A fine 2022, conclusa la carriera agonistica, assume il ruolo di direttore sportivo per la medesima formazione.

## Palmarès
- 2011 (Juniores)

Campionati giapponesi, Prova in linea Juniores
- 2012 (Juniores)

Campionati giapponesi, Prova a cronometro Juniores

## Piazzamenti

### Grandi Giri
- Giro d'Italia

2019: fuori tempo massimo (1ª tappa)

### Competizioni mondiali
- Campionati del mondo

Copenaghen 2011 - In linea Juniores: 54º
Limburgo 2012 - Cronometro Juniores: 42º
Limburgo 2012 - In linea Juniores: 23º